# Fussballclub Braunau
Il Fussballclub Braunau è una società calcistica austriaca fondata a Braunau am Inn con il nome di S.V. Braunau, fu promossa nella Erste Liga, seconda divisione nel campionato austriaco, nel 1993.
Il cammino della squadra continuò fino al 2003, anno in cui la squadra andò in bancarotta, e fu costretta ad andare nelle serie minori. Ora la squadra austriaca si trova nella Landesliga West.